# Koudum
Koudum est un village de la commune néerlandaise de Súdwest Fryslân, situé dans la province de Frise.

## Géographie
Le village est situé dans l'ouest de la Frise, entre le lac Fluessen et l'IJsselmeer, à 20 km au sud-ouest de Sneek.

## Histoire
Koudum fait partie de la commune d'Hemelumer Oldeferd jusqu'au 1er janvier 1984, puis de celle de Nijefurd jusqu'au 1er janvier 2011, où celle-ci est supprimée et fusionnée avec Bolsward, Sneek, Wûnseradiel et Wymbritseradiel pour former la nouvelle commune de Súdwest-Fryslân.

## Sites et monuments
Le village est célèbre pour le moulin à vent restauré De Vlijt.

## Démographie
En 2021, la population s'élève à 2 695 habitants.